# Kamtschija (Schiff)
Die Kamtschija (bulgarisch Камчия) war eine 1883 gebaute Yacht, die zunächst als De Romas unter französischer Flagge fuhr. 1906 nach Bulgarien verkauft, nutzte die bulgarische Marine sie ab 1911 als Minenleger, Vermessungsschiff und Schulschiff, bevor sie 1952 abgewrackt wurde.

## Geschichte
In Frankreich wurde die De Romas als Schulschiff genutzt. Der französische Berater zum Aufbau der bulgarischen Marine, Paul Pichon, erwarb das Schiff und beabsichtigte, es dem bulgarischen Prinzen Ferdinand I. als Yacht zu übergeben. Während der Überführung 1906 erlitt die Yacht einen Maschinenschaden und musste in Messina repariert werden. In Bulgarien angekommen, war der Zustand des Schiffes so schlecht, dass der Prinz die Annahme verweigerte und eine Überholung anordnete. Die Yacht behielt zunächst den Namen De Romas und wurde aufgelegt. Erst 1909 wurde sie der Marine übergeben und erhielt den Namen Kamtschija nach dem gleichnamigen Fluss Kamtschija im Nordosten Bulgariens.
Am Vorabend des Balkankrieges 1911 wurde die Kamtschija reaktiviert und zu einem Hilfsminenleger umgebaut. Dabei erhielt sie ein 105-mm-Geschütz und konnte 10 bis 12 Minen aufnehmen. Auch im Ersten Weltkrieg wurde das Schiff als Hilfsminenleger in der Marine eingesetzt.
Noch vor dem Ende des Ersten Weltkrieges wurde das Schiff zunächst den Hafenbehörden von Warna, später dem Seepolizeidienst übertragen, um einer Beschlagnahme durch die Siegermächte des Krieges zu entgehen. 1923 wurde das Schiff auf der Karolovag-Werft in Warna grundlegend überholt und erhielt dabei auch eine neue Außenhaut. Anschließend wurde sie als Vermessungsschiff und während des Zweiten Weltkrieges als Schulschiff genutzt.
Nach der Besetzung Bulgarien durch die Rote Armee am 8. und 9. September 1944 übernahm die sowjetische Marine im Oktober 1944 neben den wenigen verbliebenen bulgarischen Schiffen auch die Kamtschija. Nach dem Zweiten Weltkrieg wurde die Kamtschija 1947 von der Sowjetunion zurückgegeben und bis zu ihrer Außerdienststellung und Abwrackung 1952 noch einmal als Vermessungsschiff unter bulgarischer Flagge eingesetzt.

## Bau und technische Daten
Der Bau des Schiffes erfolgte 1883 auf einer britischen Werft in Erith für einen französischen Auftraggeber, der ihr den Namen De Romas gab. Ihre Länge betrug 36,2 Meter, sie war 4,8 Meter breit und hatte einen Tiefgang von 2,4 Metern. Die Konstruktionsverdrängung betrug 105 Tonnen, die maximale 125 Tonnen. Das Schiff war schonergetakelt und verfügte über eine Expansionsmaschine mit zwei Kesseln, die 250 PS erzielten und auf eine Schraube wirkten. Damit erreichte sie eine Höchstgeschwindigkeit von 11,0 Knoten. In der bulgarischen Marine war sie als Minenleger mit einem 105-mm-Geschütz sowie Minenschienen für 10 bis 12 Minen ausgestattet. Als Besatzungsstärke der Yacht werden 20 Offiziere und Mannschaften genannt.